# 31P/Schwassmann-Wachmann
31P/Schwassmann-Wachmann (denumită și cometa Schwassmann-Wachmann 2) este o cometă periodică din sistemul solar cu o perioadă orbitală de aproximativ 8,7 ani. A fost descoperită de Arnold Schwassmann și Arno Arthur Wachmann pe 17 ianuarie 1929.
Se estimează că nucleul cometei are un diametru de aproximativ 6,2 kilometri.